# Valle del Miño-Ourense
Valle del Miño-Ourense (Val do Miño-Ourense en idioma gallego) es una indicación geográfica protegida utilizada para designar los vinos de la tierra elaborados con uvas producidas en la zona vitícola del valle del Miño, que comprende los términos municipales de Pereiro de Aguiar, Coles, Orense, Barbadás, Toén y San Ciprián de Viñas, situados en la provincia de Orense, España.
Esta indicación geográfica fue reglamentada en 2001.

## Variedades de uva
- Tintas: mencía, caiño, mouratón, sousón, cabernet franc, garnacha tintorera y brancellao.
- Blancas: palomino, treixadura, torrontés, albariño, loureira, riesling, doña blanca y godello.